# Frank Glazer
Frank Glazer (Chester, 19 febbraio 1915 – Topsham, 12 gennaio 2015) è stato un pianista statunitense.

## Biografia
Dopo aver completato i suoi studi con Artur Schnabel a Berlino, si è cimentato nella carriera solistica con recital alla Carnegie Hall di New York, alla Queen Elizabeth Hall di Londra, al Teatro Colón di Buenos Aires. Ha inoltre suonato con la Boston Symphony Orchestra, con l'Orchestra de la Suisse Romande e l'Orchestra Lamoureux, raggiungendo la notorietà internazionale e positive recensioni autorevoli.
Frank Glazer è inoltre compositore di numerosi brani musicali e cofondatore dell'Eastman Quartet, dei Cantilena Chamber Players e del New England piano Quartette.
Glazer ha anche partecipato a trasmissioni radiofoniche e televisive sia negli Stati Uniti sia in Europa, realizzando inoltre un suo show televisivo per le stazioni della NBC.
Per quindici anni ha insegnato come Professore di Piano presso l'Eastman School of Music ed è stato "Artist-in-residence and Lecturer in Music" al Bates College.

## Discografia
- Music of a Bygone Era

Etichetta: Bridge Record, 2006 - ASIN: B000FO4494
Musiche di Felix Mendelssohn, Alfred Gruenfeld, Leopol'd Godovskij, Edvard Grieg, Christian Sinding, Moritz Moszkowski, Anton Grigorevič Rubinštejn, Anatole Liadov, Ignacy Paderewski, Edward MacDowell, Stephen Heller, Léo Delibes, Franz Liszt.
- Satie: Piano Music

Etichetta: VoxBox, 1992 - ASIN: B000001K23
Doppio CD con musiche del compositore Erik Satie